# Concert (uitvoering)

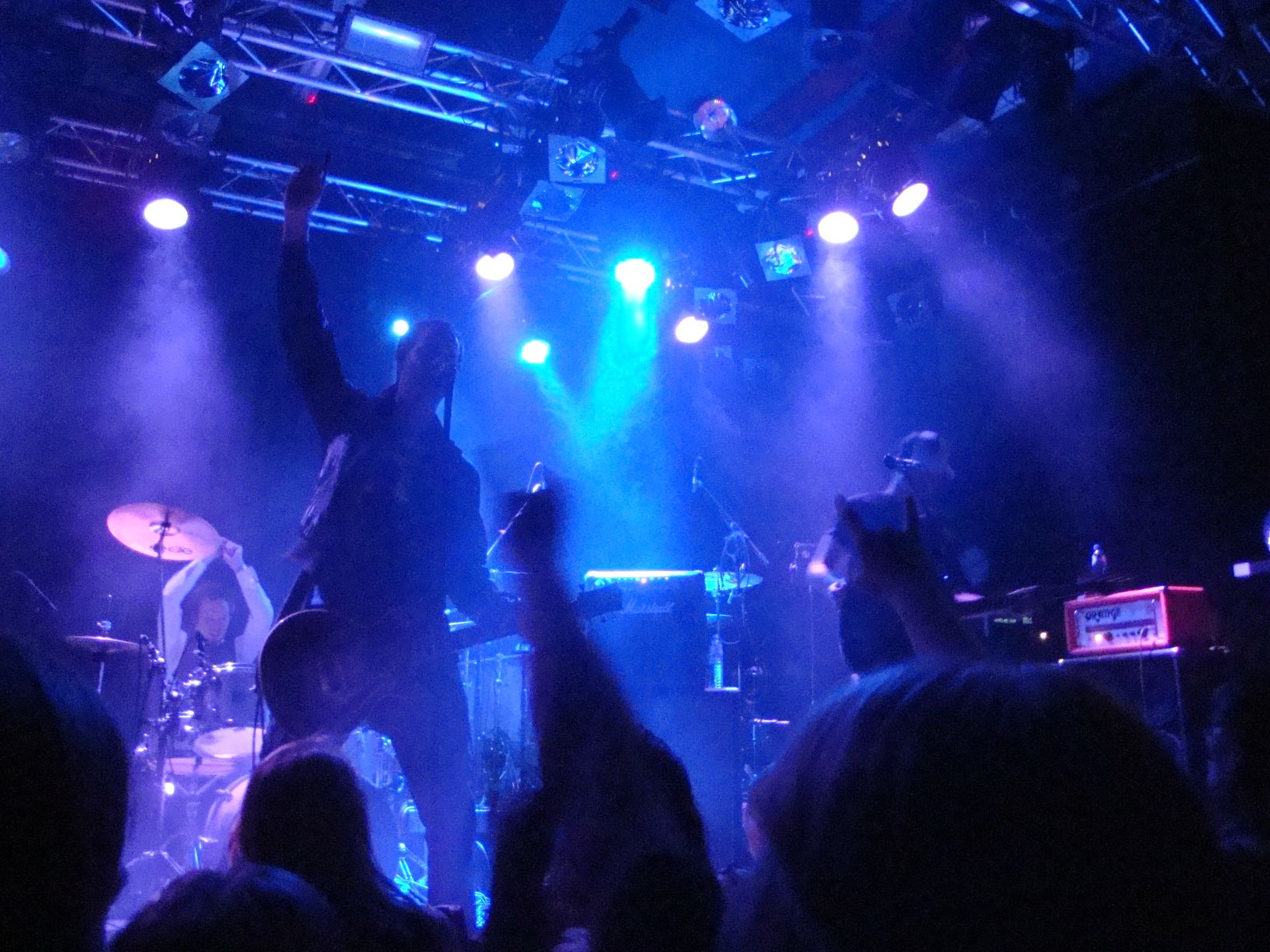
Popconcert

Een concert is een muziekuitvoering. De term is afgeleid van het Italiaans "concerto", afgeleid van het Latijn wat wedijveren, disputeren betekent. De term wordt zowel bij de klassieke muziek als in de populaire muziek gebruikt. Ook optredens van een fanfare of harmonie worden concert genoemd.
Een concert kan worden gegeven in een speciale concertzaal, poppodium, aula of in de open lucht, bijvoorbeeld op een kiosk, in een stadion of op een plein, zoals bij een beiaardconcert.
Bij grotere concerten wordt bijna altijd gebruikgemaakt van geluidsinstallaties, in de volksmond ook wel "P.A." genoemd.

## Concert als vorm

### Klassieke concerten
Meestal gaat het bij klassieke concerten over een uitvoering door orkest of kleiner ensemble. De term wordt ook gebruikt om de muziekvorm aan te duiden waarbij een solist (of groepje solisten) dialogeren met de rest van het orkest (zie concerto).
Treedt een solist alleen op, eventueel begeleid door een ander instrument, dan spreekt men eerder van een recital.

### Concertuitvoering
Een concertuitvoering is de concertvorm waarbij alleen de muziek en/of zang van een film of theaterstuk (ballet, opera etc.) wordt uitgevoerd.

### Popconcerten
Popconcerten worden gegeven in popzalen, buurtcentra, stadions en veel meer plekken in het land. Uitvoerenden kunnen bestaan uit solisten, die vaak een hit in de (internationale) hitparades hebben gescoord of door bands. In bijna alle gevallen is het podium en de techniek eromheen een factor van belang. Met name bij de grote popconcerten spelen lichtshows, visuals en special effects een grote rol.
Veel concertzalen (zowel klassiek als populair) worden financieel ondersteund door de gemeente waarin deze gevestigd zijn. De reden daarvoor is dat men op die manier ook artiesten kan programmeren die (nog) niet rendabel zijn, maar waarvan men vindt dat het wenselijk is dat zij een podium krijgen om hun geluid te laten horen.

## Concert in de taal
Het aforisme Van het concert des levens krijgt niemand een program is populair als tekst voor op tegeltjes. De betekenis is dat niemand kan voorspellen hoe het leven zal lopen.